# 平松賢司
平松賢司（Kenji Hiramatsu，1957年—），是一名知名的日本外交官，曾經擔任外務省地球規模課題審議官、外務省綜合外交政策局長、駐倫敦總領事，現任日本駐印度大使。出身於大阪府，畢業於京都大學法學部，1979年加入外務省。

## 外部連結
- （日語）大使からのメッセージ （页面存档备份，存于）（在インド日本国大使館ホームページ内）
- （日語）「2010年日本APECで目指すべき成果」外務省　平松審議官ブリーフィング（Youtube）